# レタウニツァ・ブラトウ・ゴリシェク
レタウニツァ・ブラトウ・ゴリシェク（Letalnica bratov Gorišek、「ゴリシェク兄弟フライングジャンプ台」の意味）はスロベニア北西部プラニツァに位置するスキージャンプ/スキーフライング競技場。2011年にノルウェーのヴィケルスンジャンプ競技場が改修されるまでは世界最大のジャンプ台で、ここの最長飛距離が世界記録とされていた。その当時のK点は185m、ヒルサイズは215mであった。また現在でもスキーフライングという種目を象徴するジャンプ台として聖地的存在となっている。
例年3月にスキージャンプ・ワールドカップの最終戦シリーズが行われるほか、スキーフライング世界選手権が過去8回行われている。
2014/2015年シーズンのスキージャンプ・ワールドカップの最終戦シリーズで改修されたK点200m、ヒルサイズ225mのジャンプ台で公式戦が行われた。FISの認証は2015年3月12日に行われている。
2018年からヒルサイズの値は240mに変更された。

## ジャンプ台の歴史
プラニツァで最初のジャンプ台は1930年、ポンツァ山の斜面に建設された。
1934年、スタンコ・ブロウデクが巨大なジャンプ台（ブロウトコヴァ・ヴェリカンカ）を建設、ここで
1936年3月5日、史上初めて100 mを超えるジャンプがヨーゼフ・ブラドルによって記録された。
1969年、この隣にブラドとヤネスのゴリシェク兄弟の設計によるK点185 mの新しいジャンプ台が完成し、兄弟の名が冠された。
年々飛距離が伸び、1985年にマッチ・ニッカネンが191 mを飛んで以降はここでの記録が世界記録であり続けた。
1994年の改修ではカンテを10m後方に下げてランディングバーンの最初の部分を延長する工事が行われた。これにより従前最大15mに達して危険だった高い飛行曲線の軽減に成功した。
2005年にはビヨーン・アイナール・ローモーレンが239 mを飛んで世界記録としたが、2011年2月、ノルウェーに完成した世界最大、HS 225 mのヴィケルスンのフライングヒルでヨハン・レメン・エベンセンが246.5 mを記録してこれが世界記録となった。
2015年3月20日にHS 225 mの新生ジャンプ台のこけら落としとして行われたワールドカップ第34戦でペテル・プレヴツが248.5 mを記録。
2019年3月24日、2018/19ワールドカップ第28戦（シーズン最終戦）に於いて、小林陵侑（日本／土屋ホーム）が1本目に252mを記録してバッケンレコードを更新した。
2025年3月30日、2024/25ワールドカップ第29戦（シーズン最終戦）に於いて、ドメン・プレヴツが2本目に254.5mを記録し、バッケンレコードと世界記録を更新し、プラニツァとしてもヴィケルスンから15年ぶりに世界記録を奪還した。
かつては200m、現在ではヒルサイズを超えるジャンプが出ると、1979年にスキーフライング世界選手権がここで開催された際に公式テーマソングとして作られた、アンサンベル・ブラトウ・アヴセニクの「プラニツァ・プラニツァ」が場内に流れるのが名物の一つとなっている。

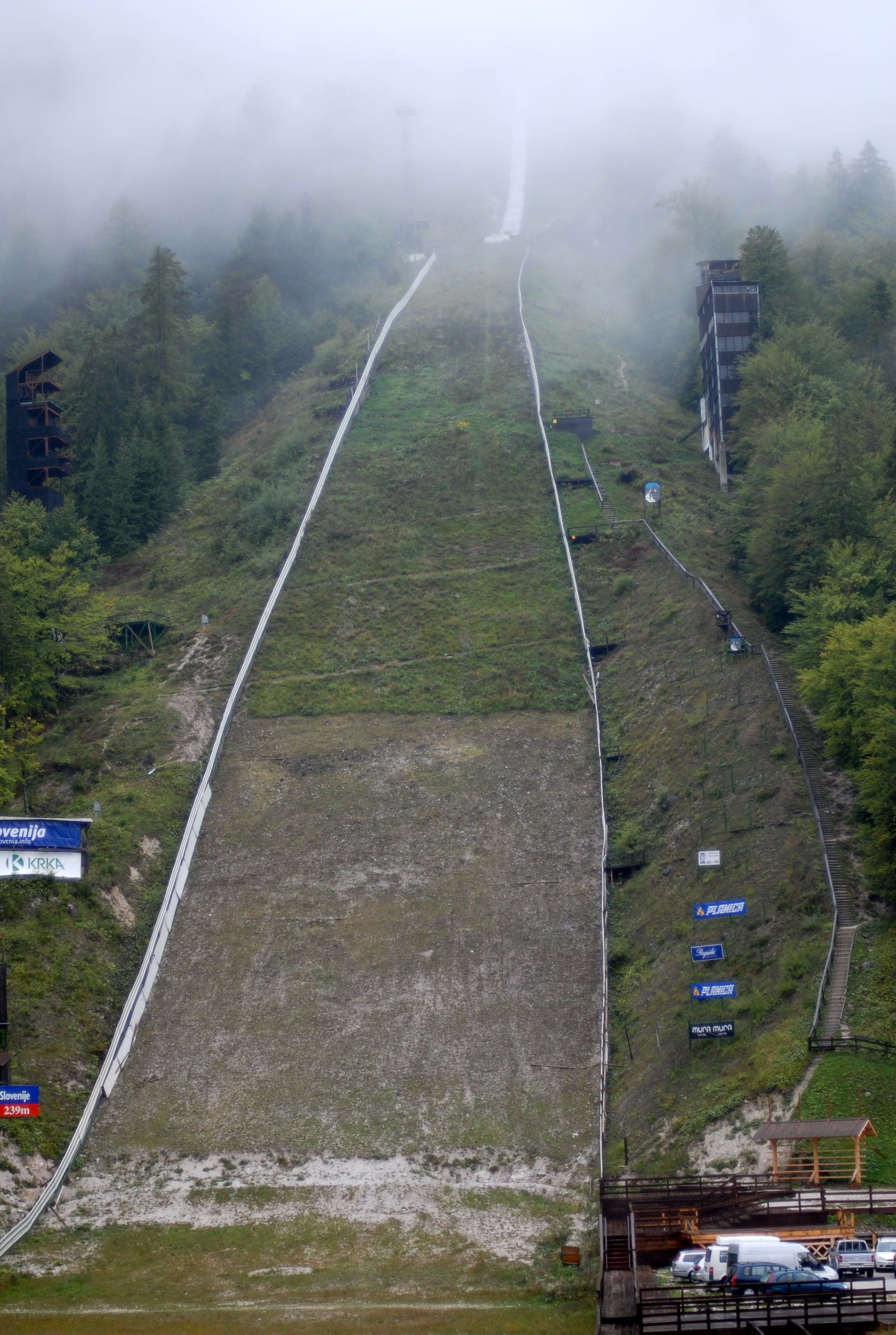
Letalnica Bratov Gorišek

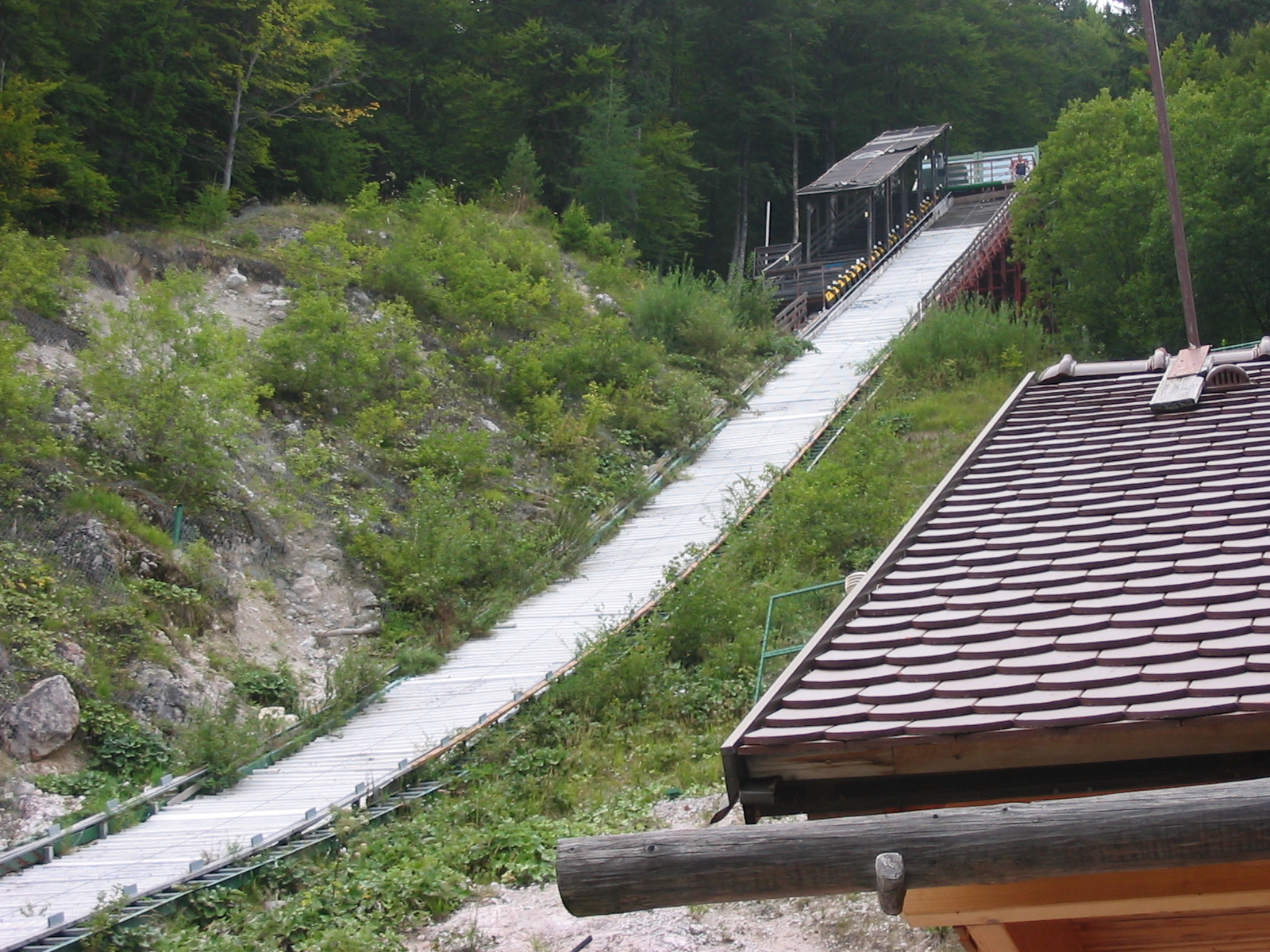
Letalnica (inrun)

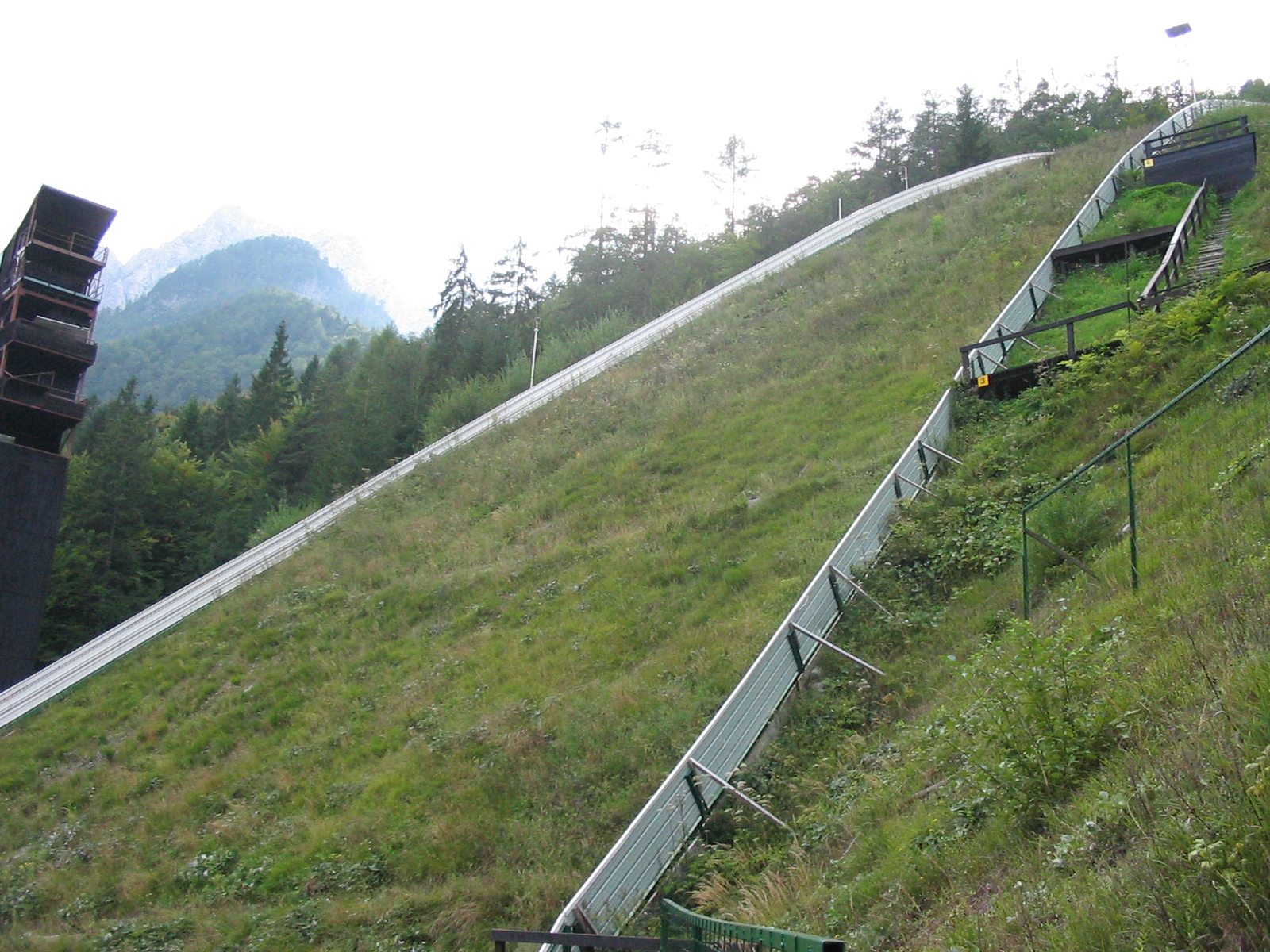
Letalnica (landing zone)

## ジャンプ台の概要
- レタウニツァ・ブラトウ・ゴリシェク　K=200・HS=240
  - インラン（助走路）長：133.8 m
  - インラン（助走路）傾斜：35.1°
  - 設計踏切速度：30.0 m/s(108 km/h)
  - カンテ高さ：2.93 m
  - カンテ長さ：8.0 m
  - カンテ傾斜：11.25°
  - ヒルサイズ：240 m
  - K点：200 m
  - カンテからK点までの垂直距離h：102.00 m
  - カンテからK点までの水平距離n：170.45 m
  - 滑空比h/n：0.600
  - K点における傾斜：33.2°
  - アウトラン長：130.0 m

座標: 北緯46度28分35秒 東経13度43分16秒 / 北緯46.47639度 東経13.72111度
併設ジャンプ台
- ブロウトコヴァ・ヴェリカンカ ラージヒル K=125・HS=138、ノーマルヒル K=95・HS=100
- ムワディンスキ・スカカウニツィ・プラニツァ（スロベニア語版） ミディアムヒル K=72・HS=80 / K=56・HS=61
- K=41・HS=45
- K=28・HS=30
- K=13・HS=15

## バッケンレコード
- バッケンレコード（ジャンプ台記録）の変遷

| 年月日        | 氏名                                          | 記録    |
| ------------- | --------------------------------------------- | ------- |
| 1969年3月21日 | ビョルン・ヴィルコラ ノルウェー               | 156.0 m |
| 1969年3月22日 | ビョルン・ヴィルコラ ノルウェー               | 160.0 m |
| 1969年3月22日 | イジー・ラシュカ チェコスロバキア             | 164.0 m |
| 1969年3月23日 | マンフレート・ウォルフ 東ドイツ               | 165.0 m |
| 1974年3月15日 | ヴァルター・シュタイナー スイス               | 169.0 m |
| 1979年3月16日 | クラウス・オストヴァルト 東ドイツ             | 179.0 m |
| 1984年3月15日 | マイク・ホランド アメリカ合衆国               | 186.0 m |
| 1984.3.15     | マッチ・ニッカネン フィンランド               | 187.0 m |
| 1984.3.16     | マッチ・ニッカネン フィンランド               | 191.0 m |
| 1987年3月15日 | ヴェガール・オパース ノルウェー               | 193.0 m |
| 1987年3月15日 | ピオトル・フィヤス ポーランド                 | 194.0 m |
| 1994年3月17日 | マルティン・ヘルバルト オーストリア           | 196.0 m |
| 1994年3月17日 | トニ・ニエミネン フィンランド                 | 203.0 m |
| 1994年3月18日 | エスペン・ブレーデセン ノルウェー             | 209.0 m |
| 1997年3月22日 | エスペン・ブレーデセン ノルウェー             | 210.0 m |
| 1997年3月22日 | ラッセ・オッテセン ノルウェー                 | 212.0 m |
| 1999年3月19日 | マルティン・シュミット ドイツ                 | 214.5 m |
| 1999年3月20日 | トミー・インゲブリクトセン ノルウェー         | 219.5 m |
| 2000年3月16日 | トーマス・ヘール オーストリア                 | 224.5 m |
| 2000年3月18日 | アンドレアス・ゴルトベルガー オーストリア     | 225.0 m |
| 2003年3月20日 | マッティ・ハウタマキ フィンランド             | 227.5 m |
| 2003年3月22日 | マッティ・ハウタマキ フィンランド             | 228.5 m |
| 2003年3月23日 | マッティ・ハウタマキ フィンランド             | 231.0 m |
| 2005年3月20日 | トミー・インゲブリクトセン ノルウェー         | 231.0 m |
| 2005年3月20日 | ビヨーン・アイナール・ローモーレン ノルウェー | 234.5 m |
| 2005年3月20日 | マッティ・ハウタマキ フィンランド             | 235.0 m |
| 2005年3月20日 | ビヨーン・アイナール・ローモーレン ノルウェー | 239.0 m |
| 2015年3月20日 | ペテル・プレヴツ スロベニア                   | 248.5 m |
| 2017年3月25日 | カミル・ストッフ ポーランド                   | 251.5 m |
| 2019年3月24日 | 小林陵侑 日本                                 | 252.0 m |
| 2025年3月30日 | ドメン・プレヴツ スロベニア                   | 254.5 m |

- 飛距離は最長ながら転倒により非公認となった記録

| 年月日        | 氏名                                          | 記録    |
| ------------- | --------------------------------------------- | ------- |
| 1974年        | ヴァルター・シュタイナー スイス               | 177.0 m |
| 1977年        | ボグダン・ノルチッチ ユーゴスラビア           | 181.0 m |
| 1994年        | アンドレアス・ゴルトベルガー オーストリア     | 202.0 m |
| 1997年        | ディーター・トーマ ドイツ                     | 213.0 m |
| 1999年        | マルティン・シュミット ドイツ                 | 219.0 m |
| 2003年        | ベリ＝マッチ・リンドストローム フィンランド   | 232.5 m |
| 2005年3月20日 | アンドレアス・ビドヘルツル オーストリア       | 234.5 m |
| 2005年3月20日 | ヤンネ・アホネン フィンランド                 | 240.0 m |
| 2016年3月17日 | ティレン・バルトル スロベニア                 | 252.0m  |
| 2018年3月22日 | グレゴア・シュリーレンツァウアー オーストリア | 253.5m  |

## 優勝者一覧
この一覧は1969年レタウニツァ・ブラトウ・ゴリシェク開場以降の国際大会のトップスリーである。及びに依る。

### プラニツァスキーフライング週間
| 年月日       | 1位                                   | 2位                                   | 3位                                     |
| ------------ | ------------------------------------- | ------------------------------------- | --------------------------------------- |
| 1969.3.21-23 | イジー・ラシュカ チェコスロバキア     | ビョルン・ヴィルコラ · ノルウェー     | マンフレート・ウォルフ 東ドイツ         |
| 1974.3.15-17 | ヴァルター・シュタイナー スイス       | エスコ・ラウティオナオ · フィンランド | ダグ・フォッサム · ノルウェー           |
| 1977.3.18-20 | ラインホルト・バハラー · オーストリア | トーマス・マイジンガー 東ドイツ       | ラディスラフ・イジャスコ ユーゴスラビア |

### スキーフライング世界選手権
| 年     | 金 | 銀 | 銅 |
| ------ | --- | --- | --- |
| 1972年 | ヴァルター・シュタイナー スイス                                                                                                | ハインツ・ウォジピヴォ 東ドイツ                                                                                      | イジー・ラシュカ チェコスロバキア                                                                                                  |
| 1979年 | アルミン・コグラー · オーストリア                                                                                              | アクセル・ジッツマン 東ドイツ                                                                                        | ピオトル・フィヤス ポーランド |
| 1985年 | マッチ・ニッカネン · フィンランド                                                                                              | イェンス・バイスフロク 東ドイツ                                                                                      | パベル・プロッツ チェコスロバキア                                                                                                  |
| 1994年 | ヤロスラフ・サカラ · チェコ | エスペン・ブレーデセン · ノルウェー                                                                                  | ロベルト・チェコン イタリア |
| 2004年 | ロアル・ヨケルソイ · ノルウェー                                                                                                | ヤンネ・アホネン · フィンランド                                                                                      | タミ・キウル · フィンランド |
| 2004年 | ノルウェー · ロアル・ヨケルソイ · シグール・ペテルセン · ビョルンアイナル・ロメレン · トミー・インゲブリクトセン               | フィンランド · タミ・キウル · ベリ＝マッチ・リンドストローム · マッチ・ハウタマキ · ヤンネ・アホネン                 | オーストリア · トーマス・モルゲンシュテルン · アンドレアス・ゴルトベルガー · アンドレアス・ビドヘルツル · ウォルフガング・ロイツル |
| 2010年 | シモン・アマン スイス | グレゴア・シュリーレンツァウアー · オーストリア                                                                      | アンデシュ・ヤコブセン · ノルウェー                                                                                                |
| 2010年 | オーストリア · ウォルフガング・ロイツル · トーマス・モルゲンシュテルン · マルティン・コッホ · グレゴア・シュリーレンツァウアー | ノルウェー · アンデシュ・ヤコブセン · アンデシュ・バーダル · ヨハン・レメン・エベンセン · ビョルンアイナル・ロメレン | フィンランド · ヤンネ・ハッポネン · オッリ・ムオトカ · マッチ・ハウタマキ · ハッリ・オッリ                                         |

### ワールドカップ
FIS公式サイト/スキージャンプ参照
| 年月日        | 1位 | 2位 | 3位 |
| ------------- | --- | --- | --- |
| 1987年3月14日 | アンドレアス・フェルダー · オーストリア                                                                        | オーレ・グンナル・フィディエステール · ノルウェー                                                                            | トーマス・クラウザー 西ドイツ |
| 1987年3月15日 | オーレ・グンナル・フィディエステール · ノルウェー                                                              | マティアジュ・ズパン ユーゴスラビア                                                                                          | ピオトル・フィヤス ポーランド |
| 1991年3月23日 | スタファン・テルベリ · スウェーデン                                                                            | シュテファン・ツント スイス                                                                                                  | アンドレ・キーゼヴェッター ドイツ                                                                                                |
| 1991年3月24日 | ラルフ・ゲブステット ドイツ                                                                                    | シュテファン・ホルンガッハー · オーストリア                                                                                  | ディーター・トーマ ドイツ |
| 1997年3月22日 | 岡部孝信 日本                                                                                                  | 船木和喜 日本 | ヤニ・ソイニネン · フィンランド                                                                                                  |
| 1997年3月23日 | 東輝 日本 | プリモジュ・ペテルカ スロベニア                                                                                              | ラッセ・オッテセン · ノルウェー                                                                                                  |
| 1999年3月21日 | マルティン・シュミット ドイツ                                                                                  | 船木和喜 日本 | クリストフ・ドゥッフナー ドイツ                                                                                                  |
| 1999年3月20日 | 宮平秀治 日本                                                                                                  | マルティン・シュミット ドイツ                                                                                                | 葛西紀明 日本 |
| 1999年3月21日 | 葛西紀明 日本                                                                                                  | 宮平秀治 日本 | マルティン・シュミット ドイツ |
| 2000年3月18日 | ドイツ スヴェン・ハンナバルト ミヒャエル・ウアマン マルティン・シュミット ハンスイェルク・イエックレ           | フィンランド · ヴィレ・カンテ · リスト・ユシライネン · ヤニ・ソイニネン · ヤンネ・アホネン                                   | 日本 岡部孝信 船木和喜 宮平秀治 葛西紀明                                                                                         |
| 2000年3月19日 | スヴェン・ハンナバルト ドイツ                                                                                  | ヤンネ・アホネン · フィンランド                                                                                              | アンドレアス・ゴルトベルガー · オーストリア                                                                                      |
| 2001年3月17日 | フィンランド · ベリ＝マッチ・リンドストローム · タミ・キウル · ユッシ・ハウタマキ · リスト・ユシライネン       | オーストリア · ウォルフガング・ロイツル · アンドレアス・ゴルトベルガー · マルティン・コッホ · シュテファン・ホルンガッハー   | 日本 宮平秀治 吉岡和也 原田雅彦 葛西紀明                                                                                         |
| 2001年3月18日 | マルティン・シュミット ドイツ                                                                                  | リスト・ユシライネン · フィンランド                                                                                          | トミー・インゲブリクトセン · ノルウェー                                                                                          |
| 2002年3月23日 | フィンランド · マッティ・ハウタマキ · ベリ＝マッチ・リンドストローム · リスト・ユシライネン · ヤンネ・アホネン | ドイツ クリストフ・ドゥッフナー マルティン・シュミット ミヒャエル・ウアマン スヴェン・ハンナバルト                           | オーストリア · マルティン・コッホ · アンドレアス・ビドヘルツル · アンドレアス・ゴルトベルガー · ウォルフガング・ロイツル         |
| 2002年3月24日 | 中止 | 中止 | 中止 |
| 2003年3月21日 | フィンランド · タミ・キウル · マッティ・ハウタマキ · ベリ＝マッチ・リンドストローム · ヤンネ・アホネン         | ノルウェー · ビヨーン・アイナール・ローモーレン · トミー・インゲブリクトセン · ロアル・ヨケルソイ · ヘニング・ステンスルート | オーストリア · トーマス・モルゲンシュテルン · シュテファン・トゥルンビヒラー · フロリアン・リーグル · アンドレアス・ビドヘルツル |
| 2003年3月22日 | マッティ・ハウタマキ · フィンランド                                                                            | アダム・マリシュ ポーランド                                                                                                  | マルティン・ヘルバルト · オーストリア                                                                                            |
| 2003年3月23日 | マッティ・ハウタマキ · フィンランド                                                                            | スヴェン・ハンナバルト ドイツ                                                                                                | 宮平秀治 日本 |
| 2005年3月19日 | マッティ・ハウタマキ · フィンランド                                                                            | アンドレアス・ビドヘルツル · オーストリア                                                                                    | ビヨーン・アイナール・ローモーレン · ノルウェー                                                                                  |
| 2005年3月20日 | ビヨーン・アイナール・ローモーレン · ノルウェー                                                                | ロアル・ヨケルソイ · ノルウェー                                                                                              | アンドレアス・ビドヘルツル · オーストリア                                                                                        |
| 2006年3月18日 | ロアル・ヨケルソイ · ノルウェー                                                                                | ビヨーン・アイナール・ローモーレン · ノルウェー                                                                              | マルティン・コッホ · オーストリア                                                                                                |
| 2006年3月19日 | ヤンネ・ハッポネン · フィンランド                                                                              | マルティン・コッホ · オーストリア                                                                                            | ロベルト・クラニエッツ スロベニア                                                                                                |
| 2007年3月23日 | アダム・マリシュ ポーランド                                                                                    | シモン・アマン スイス | イェルネイ・ダミヤン スロベニア                                                                                                  |
| 2007年3月24日 | アダム・マリシュ ポーランド                                                                                    | アンデシュ・ヤコブセン · ノルウェー                                                                                          | マルティン・コッホ · オーストリア                                                                                                |
| 2007年3月25日 | アダム・マリシュ ポーランド                                                                                    | シモン・アマン スイス | マルティン・コッホ · オーストリア                                                                                                |
| 2008年3月14日 | グレゴア・シュリーレンツァウアー · オーストリア                                                                | ヤンネ・アホネン · フィンランド                                                                                              | ビヨーン・アイナール・ローモーレン · ノルウェー                                                                                  |
| 2008年3月15日 | ノルウェー · トム・ヒルデ · アンデシュ・ヤコブセン · アンデシュ・バーダル · ビヨーン・アイナール・ローモーレン | フィンランド · ヤンネ・ハッポネン · マッティ・ハウタマキ · ユッシ・ハウタマキ · ヤンネ・アホネン                             | オーストリア · マルティン・コッホ · トーマス・モルゲンシュテルン · アンドレアス・コフラー · グレゴア・シュリーレンツァウアー     |
| 2008年3月16日 | グレゴア・シュリーレンツァウアー · オーストリア                                                                | マルティン・コッホ · オーストリア                                                                                            | ヤンネ・ハッポネン · フィンランド                                                                                                |
| 2009年3月22日 | グレゴア・シュリーレンツァウアー · オーストリア                                                                | アダム・マリシュ ポーランド                                                                                                  | ディミトリ・ヴァシリエフ ロシア                                                                                                  |
| 2009年3月21日 | ノルウェー · トム・ヒルデ · ヨハン・レメン・エベンセン · アンデシュ・ヤコブセン · アンデシュ・バーダル         | ポーランド カミル・ストッフ ルカシュ・ルトコウスキー ステファン・フラ アダム・マリシュ                                       | ロシア デニス・コロニロフ パヴェル・カレリン イリヤ・ロスリャコフ ディミトリ・ヴァシリエフ                                       |
| 2009年3月22日 | ハッリ・オッリ · フィンランド                                                                                  | アダム・マリシュ ポーランド                                                                                                  | シモン・アマン ロベルト・クラニエッツ                                                                                            |
| 2015年3月20日 | ペテル・プレヴツ スロベニア                                                                                    | ユーリ・テペシュ スロベニア                                                                                                  | シュテファン・クラフト · オーストリア                                                                                            |
| 2015年3月21日 | スロベニア ユーリ・テペシュ アンゼ・セメニツ ロベルト・クラニエッツ ペテル・プレヴツ                           | オーストリア · シュテファン・クラフト · ミヒャエル・ハイボック · マヌエル・フェットナー · グレゴア・シュリーレンツァウアー   | ノルウェー · ヨハン＝アンドレ・フォアファング · ケネス・ガングネス · アンデシュ・ファンネメル · ルネ・ベルタ                     |